# Ka'Kabish
KaʼKabish es un sitio arqueológico en el distrito de Orange Walk de Belice, América Central, ubicado cerca de los sitios mayas de Lamanai, El Pozito y Blue Creek. Alguna vez fue una ciudad de tamaño moderado, construida como parte de la civilización maya, y se ha determinado que ha sido en gran medida autónoma a lo largo de su historia. Las comunidades modernas de Indian Church y San Filipe están muy cerca de KaʼKabish, y la comunidad menonita de Blue Creek está un poco más lejos. Una carretera que conecta Indian Church con San Filipe separa el sitio en dos áreas, el Complejo Norte y el Complejo Sur.
El Diccionario Maya de Alfredo Barrera Vásquez define el nombre como; "KAʼKAB-IS-AX 10: (topónimo); kaʼkab: pueblo, asiento de población, tierra alta y fuerte; es: Ipomoea batatas, Lam: dulce + hacha: verruga; nombre de las ruinas arqueológicas ubicadas cerca de Numkʼini (Nun k'ini, Campeche)."
Se cree que el nombre actual del sitio es relativamente moderno, pero su origen ha resistido los intentos de rastrearlo.

## Historia
Se cree que KaʼKabish estuvo ocupada inicialmente durante el período preclásico tardío maya (ca. 400 a. C.-200 d. C.) con un templo fechado de manera segura en esta época y un segundo fechado tentativamente en este período. El material recuperado de la parte superior de algunos de los edificios sugiere que la ciudad estuvo en uso al menos hasta el final del Período Clásico (900 EC), mientras que la evidencia de la zona residencial que rodea la ciudad indica una ocupación próspera hasta el final del siglo. Período Posclásico Temprano (1200 EC).

## Descripción del sitio
El sitio se ha convertido recientemente en el foco de una intensa investigación. Un estudio de mediados de la década de 1990 del núcleo del sitio reveló un total de 27 estructuras monumentales dispuestas alrededor de dos plazas, un estudio posterior aumentó el número de estructuras a 55.
Dentro de varias de estas estructuras se descubrieron los restos saqueados de tumbas pertenecientes a altos cargos, posiblemente individuos reales. Se descubrió que una de estas tumbas poseía glifos pintados. El estilo es parte de una tradición de tumbas pintadas observadas por primera vez en Río Azul en el norte de Guatemala.

## Investigaciones arqueológicas
KaʼKabish fue visitado por primera vez por David M. Pendergast del Museo Real de Ontario mientras trabajaba en el sitio cercano de Lamanai, aunque la falta de un camino confiable hizo que el trabajo en el sitio fuera inviable en ese momento. Lo que se notó en ese momento fue la evidencia de excavaciones ilícitas al por mayor, en las que prácticamente todas las estructuras habían sido saqueadas.
El sitio fue identificado inicialmente para estudio potencial en 1990 por miembros del Programa de Investigación Maya . Debido a las condiciones potencialmente peligrosas en el área, un equipo no regresó a KaʼKabish hasta 1995, cuando se realizó un mapeo formativo y un estudio del sitio.
La Dra. Helen R. Haines de la Universidad de Trent comenzó a establecer las bases para el Proyecto de Investigación Arqueológica KaʼKabish (KARP) en 2005, con el permiso del Instituto de Arqueología de Belice, una rama del Instituto Nacional de Cultura e Historia (NICH). La primera temporada de campo de KARP fue en 2007, con un enfoque en la limpieza de la vegetación y la reasignación del Complejo Sur del sitio. El Complejo Norte del sitio fue reasignado en 2009.
Desde sus inicios, el Proyecto de Investigación Arqueológica de KaʼKabish se ha esforzado en mapear el sitio para comprender la extensión del sitio y los tipos de edificios presentes. El conocimiento de los arreglos arquitectónicos proporciona pistas significativas sobre la importancia del sitio y el papel que podría haber jugado en el panorama político maya más amplio. Con una subvención del Consejo de Investigación de Ciencias Sociales y Humanidades de Canadá, las primeras excavaciones en KaʼKabish comenzaron en 2010 y han continuado en los años intermedios, con temporadas de excavación en 2011, 2013 y 2015.
A partir de 2013, el reconocimiento y las excavaciones han localizado 90 estructuras, ubicadas en 8 grupos. Las características arquitectónicas incluyen dos templos principales, una cancha de pelota con un marcador de cancha de pelota circular y varias plataformas grandes (o edificios de rango) que probablemente sirvieron como residencias reales o de élite de alto estatus y/o estructuras administrativas. También se han realizado investigaciones sobre los numerosos chultunes ubicados en KaʼKabish.